# Kalev Chocolate-Kuota
Kalev Chocolate-Kuota war ein estnisches Radsportteam.
Die Mannschaft wurde 2004 gegründet und besaß seit 2005 eine UCI-Lizenz als Continental Team. Der damalige Sponsor Kalev war der größte estnische Schokoladen- und Süßwarenhersteller. In den ersten Jahren fungierten Merida und Classic Bicycles als Co-Sponsoren. Manager war Andris Reiss, der von der Sportlichen Leiterin Agnes Kukk unterstützt wurde. Die Mannschaft wurde mit Fahrrädern der Marke Kuota ausgestattet.
Ende der Saison 2010 wurde das Team aufgelöst.

## Saison 2010

### Erfolge in der UCI Europe Tour
In den Rennen der Saison 2010 der UCI Europe Tour gelangen die nachstehenden Erfolge.
| Datum    | Rennen                                      | Kat. | Fahrer         |
| -------- | ------------------------------------------- | ---- | -------------- |
| 25. Juni | Estnischer Meister – Einzelzeitfahren (U23) | NC   | Martin Puusepp |

### Zugänge – Abgänge
| Zugänge                         | Team 2009             | Abgänge                        | Team 2010                   |
| ------------------------------- | --------------------- | ------------------------------ | --------------------------- |
| Erki Pütsep                     | Cycling Club Bourgas  | Domenico Agosta                | Centri della Calzatura      |
| Viesturs Lukševics              | Dynatek-Latvia (2008) | Salvatore Commesso             | Meridiana Kamen Team        |
| Ivan Belotti                    | Neoprofi              | Nicola D’Andrea                | Meridiana Kamen Team        |
| Cristiano Colombo               | Neoprofi              | Mariano Giallorenzo            | Meridiana Kamen Team        |
| Fabio Donesana                  | Neoprofi              | Oļegs Meļehs                   | Meridiana Kamen Team        |
| Martin Puusepp                  | Neoprofi              | Gert Jõeäär                    | CC Villeneuve-Saint Germain |
| Simas Kondrotas (ab 29.04.)     | Team Piemonte         | Ingus Eislers                  | Unbekannt                   |
| Alessandro Bertuola (ab 08.05.) | Preti Mangimi (2008)  | Allar Karu                     | Unbekannt                   |
| Eerik Idarand (ab 08.05.)       | Neoprofi              | Tommi Martikainen              | Unbekannt                   |
|                                 |                       | Priit Prous                    | Unbekannt                   |
|                                 |                       | Raivis Ritums                  | Unbekannt                   |
|                                 |                       | Eddy Serri                     | Unbekannt                   |
|                                 |                       | Erki Pütsep (bis 28.04.)       | Unbekannt                   |
|                                 |                       | Cristiano Colombo (bis 07.05.) | Unbekannt                   |
|                                 |                       | Urmo Utar (bis 31.07.)         | Unbekannt                   |

### Mannschaft
| Name                | Geburtstag         | Nationalität | Team 2011                       |
| ------------------- | ------------------ | ------------ | ------------------------------- |
| Ivan Belotti        | 15. August 1991    | Italien      |                                 |
| Alessandro Bertuola | 13. September 1979 | Italien      |                                 |
| Fabio Donesana      | 20. August 1986    | Italien      |                                 |
| Eerik Idarand       | 21. Juli 1991      | Estland      |                                 |
| Simas Kondrotas     | 1. Februar 1985    | Litauen      |                                 |
| Gabriel Leppik      | 3. Februar 1990    | Estland      |                                 |
| Viesturs Lukševics  | 16. April 1987     | Lettland     | Alpha Baltic-Unitymarathons.com |
| Martin Puusepp      | 8. Februar 1988    | Estland      |                                 |
| Ardy Utar           | 3. November 1990   | Estland      |                                 |

## Saison 2009

### Erfolge in der UCI Europe Tour
In den Rennen der Saison 2009 der UCI Europe Tour gelangen die nachstehenden Erfolge.
| Datum    | Rennen                             | Kat. | Fahrer       |
| -------- | ---------------------------------- | ---- | ------------ |
| 28. Juni | Lettischer Meister – Straßenrennen | NC   | Oļegs Meļehs |

## Platzierungen in UCI-Ranglisten
UCI-Weltrangliste
| Saison | Mannschaftswertung | Fahrerwertung       |
| ------ | ------------------ | ------------------- |
| 2004   | 49. (GSIII)        | Oskari Kargu (945.) |

UCI Africa Tour
| Saison | Mannschaftswertung | Fahrerwertung |
| ------ | ------------------ | ------------- |
| 2008   | 15.                |               |
| 2009   | -                  | -             |
| 2010   | -                  | -             |

UCI Europe Tour
| Saison | Mannschaftswertung | Fahrerwertung              |
| ------ | ------------------ | -------------------------- |
| 2005   | 106.               | Andrei Mustonen (940.)     |
| 2006   | 89.                | Mart Ojavee (514.)         |
| 2007   | 87.                | Mart Ojavee (245.)         |
| 2008   | 83.                | Adam Wadecki (167.)        |
| 2009   | 76.                | Gert Jõeäär (356.)         |
| 2010   | 76.                | Alessandro Bertuola (342.) |